# Pietro Miglio
Pietro Miglio (Trinità, 11 agosto 1910 – Torino, 16 giugno 1992) è stato un calciatore italiano, di ruolo portiere.

## Carriera
Dopo gli esordi nel Crocetta Torino, formazione partecipante ai campionati uliciani, nel 1930 viene ingaggiato dall'Ambrosiana-Inter a seguito degli infortuni di Valentino Degani e Bonifacio Smerzi, rispondendo a un'inserzione pubblicata dalla società su alcuni quotidiani.
Esordisce nella formazione nerazzurra in Coppa Europa, contro lo Sparta Praga: in Cecoslovacchia l'Ambrosiana perde 6-1, nonostante una buona prestazione del debuttante portiere. In campionato disputa altre 6 partite, nelle quali subisce 17 reti offrendo un rendimento globalmente scadente. Con il rientro di Degani e Smerzi viene relegato tra le riserve, dove rimane per due annate prima di essere ceduto alla Juventus Trapani, formazione militante in Prima Divisione. Qui rimane per due annate, e nel 1935 passa al Messina, con cui disputa 11 partite nel campionato di Serie B 1935-1936. Gioca altre due stagioni tra i cadetti con la formazione peloritana, totalizzando 57 presenze in campionato.
Prosegue la sua carriera nel Casale, sempre in Serie B, senza evitare l'ultimo posto nel campionato 1938-1939. Dopo due stagioni in Serie C con Olbia e Teramo, torna per un'annata in Serie B difendendo la porta del Pescara. Nella formazione abruzzese sfiora la promozione in Serie A nel campionato 1941-1942, risultando uno dei portieri meno battuti della cadetteria.
Durante il periodo bellico milita nella Medese e nel Torino, con cui partecipa al campionato cittadino disputato nel 1945. Alla ripresa dei campionati difende la porta dell'Alessandria, con la quale ottiene la promozione in Serie A al termine del campionato 1945-1946. Posto in lista di trasferimento dai grigi, chiuderà la carriera l'anno successivo nel Pinerolo.
In carriera ha totalizzato complessivamente 6 presenze in Serie A e 128 presenze in Serie B.

## Palmarès

### Club

#### Competizioni nazionali
- Campionato italiano di Serie B: 1

Alessandria: 1945-1946